# Buleta
Buleta – wieś w Rumunii, w okręgu Vâlcea, w gminie Mihăești. W 2011 roku liczyła 880 mieszkańców.